# Meistaraflokkur 1912
La Meistaraflokkur 1912 fu la prima edizione del campionato di calcio islandese disputato nell'estate 1912 e concluso con la vittoria del KR al suo primo titolo.
Capocannoniere del torneo fu Ludvig A. Einarsson (KR) con 2 reti.

## Formula
Le squadre iscritte alla competizione furono tre ma l'ÍBV si ritirò dopo la prima partita (persa contro il KR); il Fram si aggiudicò i due punti dell'incontro e poté giocare lo spareggio per il titolo.

## Classifica finale
|                    | Pos. | Squadra | Pt | G | V | N | P | GF | GS | DR |
| ------------------ | ---- | ------- | -- | - | - | - | - | -- | -- | -- |
| Islanda (bandiera) | 1.   | KR      | 3  | 2 | 1 | 1 | 0 | 4  | 1  | +3 |
|                    | 2.   | Fram    | 3  | 2 | 1 | 1 | 0 | 1  | 1  | +0 |
|                    | 3.   | ÍBV     | 0  | 2 | 0 | 0 | 2 | 0  | 3  | -3 |

Legenda:

      Campione di Islanda
Note:

Due punti a vittoria, uno a pareggio, zero a sconfitta.

### Finale scudetto
| Arbitro: | Ólafur Rósenkranz |

|                                                        |           |                                             |
| Kjartan Konráðsson Ludvig A. Einarsson Björn Þórðarson | Marcatori | Hinrik Thorarensen Friðþjófur Thorsteinsson |

### Verdetti
- KR Campione d'Islanda 1912.

## Classifica marcatori
| Gol |  |  | Giocatore           | Squadra |
| --- |  |  | ------------------- | ------- |
| 2   |  |  | Ludvig A. Einarsson | KR      |